# 다비트 파브리치우스
다비트 파브리치우스(독일어: David Fabricius)는 독일의 천문학자이다. 갈릴레이와는 별도로 태양의 흑점을 발견했으며 그 이동에서 태양의 자전을 입증하였다.